# Frands Øllgaard
Frands Vilhelm Ferdinand Ahlefeldt Øllgaard (født 27. februar 1856 i Vinkel ved Viborg, død 1. april 1911 på Frederiksberg) var en dansk ingeniør og direktør for Københavns Vandforsyning.

## Uddannelse og virke
Frands Øllgaard blev uddannet ingeniør fra Polyteknisk Læreanstalt i 1878. Herefter arbejdede han som ingeniør ved anlægget af Køge-Fakse jernbanen og ved Københavns søforter. Fra 1880 til 1884 arbejdede han i Frankrig med jernbaner og konstruktion af kanaler. Han blev ansat ved Københavns Havnevæsen i 1884 hvor han fra april til august 1885 var konstitueret havnebygmester efter C.K. Øllgaards afgang for at blive borgmester. I 1886 blev han ansat i Københavns Vandforsyning. Han blev viceinspektør i 1893 og vandinspektør i 1895. I 1902 blev titlen ændret til direktør for Københavns Vandforsyning. Blandt Øllgaards ingeniørarbejder er vandværket ved Borups Alle som samlede vand fra Harrestrup- og Søndersøkilderne, Thorsbro Vandværk i Thorslund og højdereservoiret på Brønshøj Bakke.

## Familie
Frand Øllgaard var søn af sognepræst Niels Rasmussen Øllgaard (1812-1900) og Sophie Chrsitine Meyer (1821-1898). Hans farfar var Nicolaj Esmark Øllgaard som var biskop i Viborg Stift. Han blev gift i 1895 med Louise Frederikke Holm (født 1868).
Øllgaard er portrætteret på maleriet "Industriens mænd" af P.S. Krøyer fra 1904.